# Superficie de Lambert
En Física, una superficie de Lambert o lambertiana es una superficie ideal que refleja la energía incidente desde una dirección igual en todas direcciones, por lo cual al variar el punto de vista, su luminancia no cambia. Es por tanto una superficie ideal de reflexión difusa.
Ampliando una zona de una superficie difusora lambertiana se nota que es áspera (áspero, dentado), es decir que no tiene ningún ángulo de  reflexión bien definido.

## Ejemplos
- La reflexión difusa producida por la nieve es el caso más típico de superficie lambertiana[3]
- Ciertos modelos mates de pantalla de cine son otro tipo de ejemplo.[4]